# Шиф, Михаил Александрович
Михаил Александрович Шиф (1906—1987) — советский инженер-конструктор.

## Биография
В 1932 году окончил электрофизический факультет ЛЭТИ.
В 1931—1941 годах инженер завода № 212 Наркомата судостроительной промышленности СССР.
В 1941—1943 годах служил в РККА, инженер-капитан, участник боёв на Ленинградском фронте, зам. командира артиллерийской батареи.
В 1943 году отозван из действующей армии и направлен на завод № 706. Руководил работами по созданию первых советских двухроторных гирокомпасов.
Также преподавал в ЛЭТИ на кафедре гироскопических приборов и устройств.
В последующем — доктор технических наук, профессор, главный инженер НИИ «Дельфин».

## Награды и премии
- Сталинская премия второй степени (1946) — за разработку конструкции малогабаритного гирокомпаса
- два ордена Красной Звезды
- орден Трудового Красного Знамени
- орден Отечественной войны II степени (6.4.1985)
- медали